# Я, знову я та Ірен
«Я, знову я та Ірен» (англ. Me, Myself & Irene) — американська кінокомедія режисерів Боббі і Пітера Фареллі.

## Сюжет
Доброго й чуйного поліцейського Чарлі (Джим Керрі) так вразила зрада дружини, що він почав зазнавати роздвоєння особистості: варто йому забути прийняти таблетку, як він вмить перетворюється на свою протилежність — цинічного, грубого та агресивного Хенка. Життя героя фільму перетворюється на справжній кошмар, оскільки Хенк завжди з'являється невчасно і постійно отруює існування Чарлі. А тут ще вони обидва закохуються в Ірен (Рене Зеллвегер) — симпатичну дівчину, яку Чарлі повинен доставити в поліцейське управління сусіднього штату.

## Знімальна група
- Режисери: Боббі Фареллі, Пітер Фареллі
- Сценарій: Майк Черроне, Боббі Фарреллі, Пітер Фарреллі, Зуі Шанель
- Продюсери: Бредлі Томас, Боббі Фарреллі, Пітер Фарреллі
- Виконавчі продюсери: Чарлз Б. Весслер, Том Шулмен
- Оператор: Марк Ірвін
- Художник: Сідні Джексон Бартолом'ю-молодший
- Композитори: Лі Скотт, Піт Йорн
- Монтаж: Крістофер Грінбері
- Костюми: Памела Візерс

## В ролях
- Джим Керрі — Чарлі Бейлігейтс/Хенк Еванс
- Рене Зеллвегер — Ірен Вотерс
- Ентоні Андерсон — Джамаль Бейлігейтс
- Монго Браунлі — Лі Харві Бейлігейтс
- Трейлор Говард — Лейла Бейлігейтс
- Джерод Міксон — Шонте-молодший Бейлігейтс
- Кріс Купер — лейтенант Герк
- Майкл Боуман — Білявчик
- Річард Дженкінс — агент Бошейн
- Роберт Форстер — полковник Партінгтон
- Деніел Грін — Дікі Терман
- Тоні Кокс — водій лімузина
- Анна Курнікова — менеджер мотелю

## Саундтрек
Оригінальну музику до фільму написав Піт Йорн, а саундтрек фільму містить кілька каверів Steely Dan у виконанні інших груп. Прикладами є кавер Smash Mouth про «Do It Again», кавер Ben Folds Five про «Barrytown», і Marvelous 3 кавер «Reelin' in the Years». Інші пісні включають «Breakout» Foo Fighters, «Totalimmortal», оригінал AFI, але кавер The Offspring, «The World Is НЕ Slowin 'Down» Ellis Paul, і «Strange Condition» Піта Йорна.
1. «Breakout» — Foo Fighters
2. «Do It Again]]»+ — Smash Mouth
3. «Deep Inside of You» — Third Eye Blind
4. «Totalimmortal» — The Offspring
5. «The World Ain't Slowin' Down» — Ellis Paul
6. «Any Major Dude Will Tell You»+ — Wilco
7. «Only A Fool Would Say That»+ — Ivy
8. «Can't Find The Time To Tell You» — Hootie & The Blowfish
9. «Bodhisattva»+ — Brian Setzer Orchestra
10. «Bad Sneakers»+ — The Push Stars
11. «Reelin' In The Years»+ — Marvelous 3
12. «Strange Condition» — Pete Yorn
13. «Barrytown»+ — Ben Folds Five
14. «Razor Boy»+ — Billy Goodrum
15. «Where He Can Hide» — Tom Wolfe

+Steely Dan кавер
«Motherfucker» — The Dwarves, «Fire Like This» — Hardknox, «Don't Say You Don't Remember» — Beverly Bremers, «The Perpetrator» — Hipster Daddy-O and the Handgrenades, and «Hem of Your Garment» — Cake були включені у фільм, але не на саундтрек. Піт Йорн — Just Another також можна почути в фоні, під час сцени, де вони обговорюють ідею Хенка. Інші пісні, які з'явилися у фільмі не включені в саундтрек.